# 布雷特·安德森
布雷特·安德森（英語：Brett Anderson，1967年9月29日—）:Ch. 1，英国歌手，于1989年创立麂皮乐队，为乐队主唱及作词:Ch. 2，促进了1990年代英伦摇滚的发展。2003年山羊皮乐队解散后，安德森曾与吉他手伯纳德·巴特勒组成The Tears乐队，还以个人名义发布数张专辑，至2010年山羊皮乐队重组后再次担任其主唱。